# Mandante (Rondodasosa)
Mandante è un singolo del rapper italiano Rondodasosa, pubblicato il 30 agosto 2024.

## Tracce
1. Mandante – 3:34